# Braintree Town Football Club
Maillots
Actualités
Le Braintree Town Football Club est un club de football basé à Braintree dans l'Essex.

## Histoire
- 2018 : Le club est promu en National League (cinquième division anglaise).
- 2019 : Le club est relégué de la National League.
- 2024 : Le club est promu en National League (cinquième division anglaise).

## Palmarès
- Conference South : 2011